# Емоційна дисрегуляція
Емоційна дизрегуляція характеризується нездатністю гнучко реагувати на емоції та керувати ними, що призводить до інтенсивних і тривалих емоційних реакцій, які відхиляються від соціальних норм. Такі реакції не тільки відхиляються від прийнятих соціальних норм, але й перевершують те, що неофіційно вважається відповідним або пропорційним стимулам.   
Це часто пов'язано з фізичними факторами, такими як черепно-мозкова травма, або психологічними факторами, такими як несприятливий досвід дитинства та постійне жорстоке поводження, включаючи насилля проти дітей, недбалість або насильство. 
Емоційна дизрегуляція може бути присутня в людей з психіатричними розладами та розладами нейророзвитку, такими як синдром дефіциту уваги і гіперактивності,  розлад спектру аутизму, біполярний афективний розлад, емоційно нестабільний розлад особистості складний посттравматичний стресовий розлад і розлади фетального алкогольного спектру.   Підвищена чутливість до емоційних подразників спричиняє повільніше повернення до нормального емоційного стану та може відображати дефіцит у префронтальних регуляторних областях. Пошкодження лобової кори головного мозку може спричинити дефіцит поведінки, який може серйозно вплинути на здатність людини керувати своїм повсякденним життям.  Таким чином, після черепно-мозкової травми у людини може виникнути порушення емоційної регуляції. Це також стосується нейродегенеративних захворювань.
Можливі прояви порушення регуляції емоцій включають сильну плаксивість, спалахи гніву або поведінкові спалахи, такі як руйнування або кидання предметів, агресію по відношенню до себе чи інших, а також ідеї самогубства. Порушення регуляції емоцій може призвести до поведінкових проблем і може заважати соціальній взаємодії та стосункам людини вдома, у школі чи на роботі. 

## Етимологія
Слово дизрегуляція — це неологізм, утворений поєднанням префікса диз - регуляція. Відповідно до Вебстерського словника , dys- має різні корені та грецьке походження. Маючи латинське та грецьке коріння, це схоже на староанглійське tō-, te- «окремо» і санскритський dus- «погано, важко». Його часто плутають із правописною дизрегуляцією, де префікс dis означає «протилежність» або «відсутність»; тоді як порушення регулювання стосується усунення або відсутності регулювання, порушення регулювання стосується способів регулювання, які є невідповідними або неефективними.

## Дитяча психопатологія
Існують зв'язки між дитячою емоційною дизрегуляцією та подальшою психопатологією.  Наприклад, симптоми СДУГ пов’язані з проблемами емоційної регуляції, мотивації та збудження.  Хоча було виявлено зв’язок між емоційною дизрегуляцією та дитячою психопатологією, механізми, що стоять за ним ще не з’ясовані.

## Симптоми
Куріння, самоушкодження, харчові розлади та залежність пов’язані з порушенням емоційної регуляції. Соматоформні розлади можуть бути спричинені зниженою здатністю регулювати та переживати емоції або нездатністю виражати емоції позитивним чином.  Люди, які відчувають труднощі з регуляцією емоцій, ризикують отримати розлади харчової поведінки та зловживання психоактивними речовинами, оскільки вони використовують їжу або речовини як спосіб регулювання своїх емоцій.   Емоційна дизрегуляція також спостерігається у людей, які мають підвищений ризик розвитку психічного розладу, зокрема афективного розладу, такого як депресія або біполярний розлад.  

## Лікування
Багато людей відчувають дизрегуляцію та іноді можуть боротися з неконтрольованими емоціями. При визначенні ступені важливо враховувати потенційні основні симптоми.
Підтримка батьків може допомогти регулювати емоції дітей, які борються з емоційною дизрегуляцією. Навчання, щоб допомогти батькам вирішити цю проблему, зосереджується на передбачуваності та послідовності. Вважається, що ці принципи забезпечують комфорт, створюючи відчуття знайомства та безпеки. 
У той час як когнітивно-поведінкова терапія є найбільш поширеним методом лікування таких психічних розладів, зазвичай призначається психотерапевтичне лікування емоційної дизрегуляції – діалектично-поведінкова терапія, психотерапія, яка сприяє використанню уважності, концепції, що називається діалектикою, і наголошує на важливості перевірки та підтримки здорових поведінкових звичок.  